# Сергвансвілл (Теннессі)
Сергвансвілл (англ. Surgoinsville) — місто (англ. town) в США, в окрузі Гокінс штату Теннессі. Населення — 1882 особи (2020).

## Географія
Сергвансвілл розташований за координатами 36°28′21″ пн. ш. 82°51′39″ зх. д. / 36.47250° пн. ш. 82.86083° зх. д. (36.472438, -82.860889).  За даними Бюро перепису населення США в 2010 році місто мало площу 14,54 км², з яких 14,45 км² — суходіл та 0,09 км² — водойми.

## Демографія
Згідно з переписом 2010 року, у місті мешкала 1801 особа в 737 домогосподарствах у складі 532 родин. Густота населення становила 124 особи/км².  Було 823 помешкання (57/км²).
Расовий склад населення:
| - 97,7 % — білих - 0,5 % — чорних або афроамериканців - 0,3 % — азіатів - 0,1 % — корінних американців |

До двох чи більше рас належало 1,3 %. Частка іспаномовних становила 1,4 % від усіх жителів.
За віковим діапазоном населення розподілялося таким чином: 22,7 % — особи молодші 18 років, 59,1 % — особи у віці 18—64 років, 18,2 % — особи у віці 65 років та старші. Медіана віку мешканця становила 42,2 року. На 100 осіб жіночої статі у місті припадало 95,1 чоловіків;  на 100 жінок у віці від 18 років та старших — 95,2 чоловіків також старших 18 років.
Середній дохід на одне домашнє господарство  становив 57 609 доларів США (медіана — 51 357), а середній дохід на одну сім'ю — 67 333 долари (медіана — 62 361). Медіана доходів становила 48 929 доларів для чоловіків та 35 185 доларів для жінок. За межею бідності перебувало 10,9 % осіб, у тому числі 13,2 % дітей у віці до 18 років та 9,6 % осіб у віці 65 років та старших.
Цивільне працевлаштоване населення становило 859 осіб. Основні галузі зайнятості: виробництво — 31,1 %, освіта, охорона здоров'я та соціальна допомога — 17,0 %, транспорт — 9,0 %, фінанси, страхування та нерухомість — 7,5 %.